# FC Dinamo București în sezonul 2008-2009

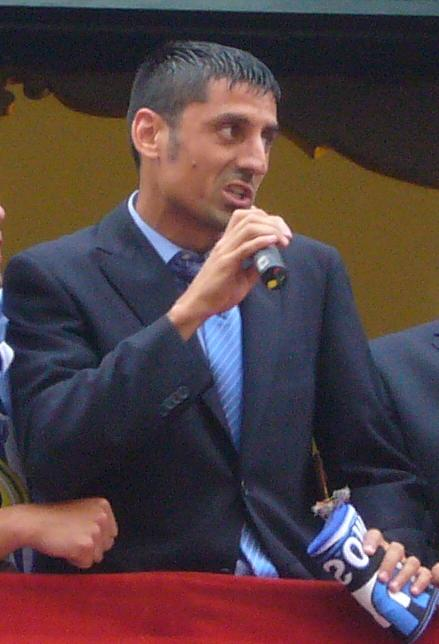
Ionel Dănciulescu, golgeterul lui Dinamo din 2008-09 alături de Marius Niculae

Sezonul 2008-09 a fost cel de-al 60-lea pentru Dinamo. În acest sezon, Dinamo a jucat în Liga I, Cupa României și în Europa League.
În vara lui 2008, Mircea Rednic a revenit pe banca lui Dinamo cu obiectivele următoare: campionatul și calificarea în grupele Europa League. Turul a fost dezamăgitor, jucând meciuri modeste cu celelalte candidate la titlu: Rapidul, CFR-ul sau cu Urziceniul, dar au reușit să bată contracandidata directă la titlu, FC Timișoara, cu 3-0 în deplasare. Dinamo a fost atunci campioana de iarnă după ce Urziceniul a pierdut cu rivalii de la Steaua.
Începutul returului a fost foarte promițător: au bătut Rapidul în 2 rânduri: o dată acasă cu 3-0 în campionat, o dată în Cupa României cu 4-2, dar s-a terminat însă foarte prost: au fost învinși în ultimele 3 meciuri ale campionatului de Unirea Urziceni, FC Brașov și de FC Argeș, trimițând echipa pe ultimul loc de pe podium.

## Rezultate

### Liga I
| I      | 27.07/21:15 | Pandurii Târgu Jiu | A | 1–1 | Torje (55)                                                    |
| II     | 03.08/20:30 | Gaz Metan Mediaș   | H | 1–0 | Bratu (27)                                                    |
| III    | 10.08/20:00 | CS Otopeni         | A | 3–2 | Nyema (o.g. 9), Bratu (45), Niculae (85)                      |
| IV     | 16.08/21:45 | Gloria Buzău       | H | 4–1 | Dănciulescu (8, 44), Diogo da Silva (o.g. 48), Bratu (74)     |
| V      | 24.08/20:45 | Rapid București    | A | 1–2 | Bratu (70)                                                    |
| VI     | 30.08/20:45 | Univ. Craiova      | H | 1–0 | Niculae (52)                                                  |
| VII    | 13.09/19:00 | FC Vaslui          | A | 2–1 | Dănciulescu (61), Bratu (90)                                  |
| VIII   | 22.09/21:00 | Poli Iași          | H | 2–0 | Bratu (46, 61)                                                |
| IX     | 26.09/16:30 | Gloria Bistrița    | A | 2–1 | Dănciulescu (12, 33)                                          |
| X      | 05.10/19:00 | FC Farul Constanța | H | 1–0 | An.Cristea (48)                                               |
| XI     | 17.10/20:45 | CFR Cluj           | A | 0–1 |                                                               |
| XII    | 25.10/20:45 | Oțelul Galați      | H | 1–0 | Torje (60)                                                    |
| XIII   | 01.11/21:00 | Steaua București   | H | 1–1 | Ad. Cristea (84)                                              |
| XIV    | 08.11/20:30 | FC Timișoara       | A | 3–0 | Brezinsky (o.g. 12), Dănciulescu (52), An. Cristea (67)       |
| XV     | 16.11/21:00 | Unirea Urziceni    | H | 0–1 |                                                               |
| XVI    | 22.11/14:00 | FC Brașov          | A | 0–2 |                                                               |
| XVII   | 29.11/20:00 | FC Argeș           | H | 2–0 | Ad. Cristea (65), Miranda (90)                                |
| XVIII  | 01.03/20:30 | Pandurii Târgu Jiu | H | 3–0 | Niculae (2), Niculescu (29), Zicu (90)                        |
| XIX    | 07.03/15:00 | Gaz Metan Mediaș   | A | 1–1 | N'Doye (18)                                                   |
| XX     | 15.03/18:00 | CS Otopeni         | H | 0–0 |                                                               |
| XXI    | 22.03/17:00 | Gloria Buzău       | A | 3–1 | Niculescu (12), Niculae (30), Dănciulescu (57)                |
| XXII   | 04.04/21:00 | Rapid București    | H | 3–0 | Dănciulescu (29), Niculae (56), Ad.Cristea (89)               |
| XXIII  | 08.04/21:00 | Univ. Craiova      | A | 0–2 |                                                               |
| XXIV   | 11.04/20:30 | FC Vaslui          | H | 4–1 | Niculae (24, 78, 90) Zicu (87)                                |
| XXV    | 18.04/16:00 | Poli Iași          | A | 0–1 |                                                               |
| XXVI   | 21.04/17:00 | Gloria Bistrița    | H | 5–0 | Niculae (20, 56, 73), Miranda (84), Dănciulescu (90)          |
| XXVII  | 24.04/18:00 | Farul Constanța    | A | 4–1 | Ad.Cristea (38), Dănciulescu (40), Torje (53), Niculescu (80) |
| XXVIII | 02.05/21:00 | CFR Cluj           | H | 1–0 | Dănciulescu (44)                                              |
| XXIX   | 05.05/16:00 | Oțelul Galați      | A | 1–0 | Dănciulescu (34)                                              |
| XXX    | 08.05/21:00 | Steaua București   | A | 1–1 | Niculescu (88)                                                |
| XXXI   | 17.05/20:30 | FC Timișoara       | H | 3–1 | N'Doye (39, 49), Niculae (45)                                 |
| XXXII  | 24.05/20:30 | Unirea Urziceni    | A | 0–1 |                                                               |
| XXXIII | 31.05/20:30 | FC Brașov          | H | 0–2 |                                                               |
| XXXIV  | 10.06/20:00 | FC Argeș           | A | 2–5 | Zicu (31), Niculescu (90)                                     |

### Cupa României
| Runda din 32       | 14.10/14:45 | FCM Târgu Mureș | D | 2–1 | Dănciulescu (69), Boștină (90)                 |
| Șaisprezecimi      | 12.11/14:00 | FC Botoșani     | D | 3–1 | An.Cristea (51, 83), Dănciulescu (66)          |
| Sferturi de finală | 15.04/20:45 | Rapid București | H | 4–2 | Perjă (o.g.19), Boștină (37), Niculae (67, 80) |
| Semifinale         | 28.04/20:45 | FC Timișoara    | D | 1–4 | Ad.Cristea (72)                                |

### Europa League
| NEC                    | 1–0 | Dinamo |
| ---------------------- | --- | ------ |
| Jhon van Beukering 58' |     |        |

| Dinamo | 0–0 | NEC |
| ------ | --- | --- |
|        |     |     |

NEC câștigă cu 1-0 la total.

## Echipa
- Portari (apariții/goluri): Emilian Dolha (5/0), Bogdan Lobonț (25/0), Florin Matache (4/0)
- Fundași (apariții/goluri): George Blay (17/0), Zie Diabaté (8/0), Lucian Goian (20/0), Dragoș Grigore (2/0), Sergiu Homei (10/0), Silviu Izvoranu (17/0), Júlio César (10/0), Cosmin Moți (21/0), Nicolae Mușat (1/0), Cristian Pulhac (10/0), Adrian Scarlatache (12/0), Bruno Simão (10/0), Gabriel Tamaș (22/0)
- Mijlocași (apariții/goluri): Anoh Attoukora (1/0), Papa Malick Ba (9/0), Gabriel Boștină (26/0), Gualberto Campos (2/0), Adrian Cristea (32/4), Mourtala Diakité (6/0), Nicolae Mitea (12/0), Ousmane N'Doye (12/3), Adrian Ropotan (15/0), Thiago (6/0), Gabriel Torje (30/3), Vojislav Vranjković (4/0), Zé Kalanga (10/0)
- Atacanți (apariții/goluri): Florin Bratu (10/7), Andrei Cristea (8/2), Ionel Dănciulescu (34/12), Jean-Philippe Mendy (1/0), Osvaldo Miranda (16/2), Marius Niculae (24/12), Claudiu Niculescu (14/5), Ianis Zicu (9/3)